# Pěnice bělohrdlá
Pěnice bělohrdlá (Sylvia melanocephala) je středně velký druh pěvce z čeledi pěnicovitých.

## Popis
Velikostí odpovídá naši pěnici pokřovní. Ve všech šatech má výrazně bílé hrdlo, tmavé boky a červenohnědý oční kroužek. Ocas je tmavý se světlými okraji. Samci mají černou hlavu (mimo hrdlo) a šedý hřbet, samice mají šedou hlavu a hnědý hřbet. Hnízdí ve vysokých keřích a světlých lesích. Výjimečně zalétla také do České republiky – v květnu 1985 byl samec zjištěn u Mnichova Hradiště.

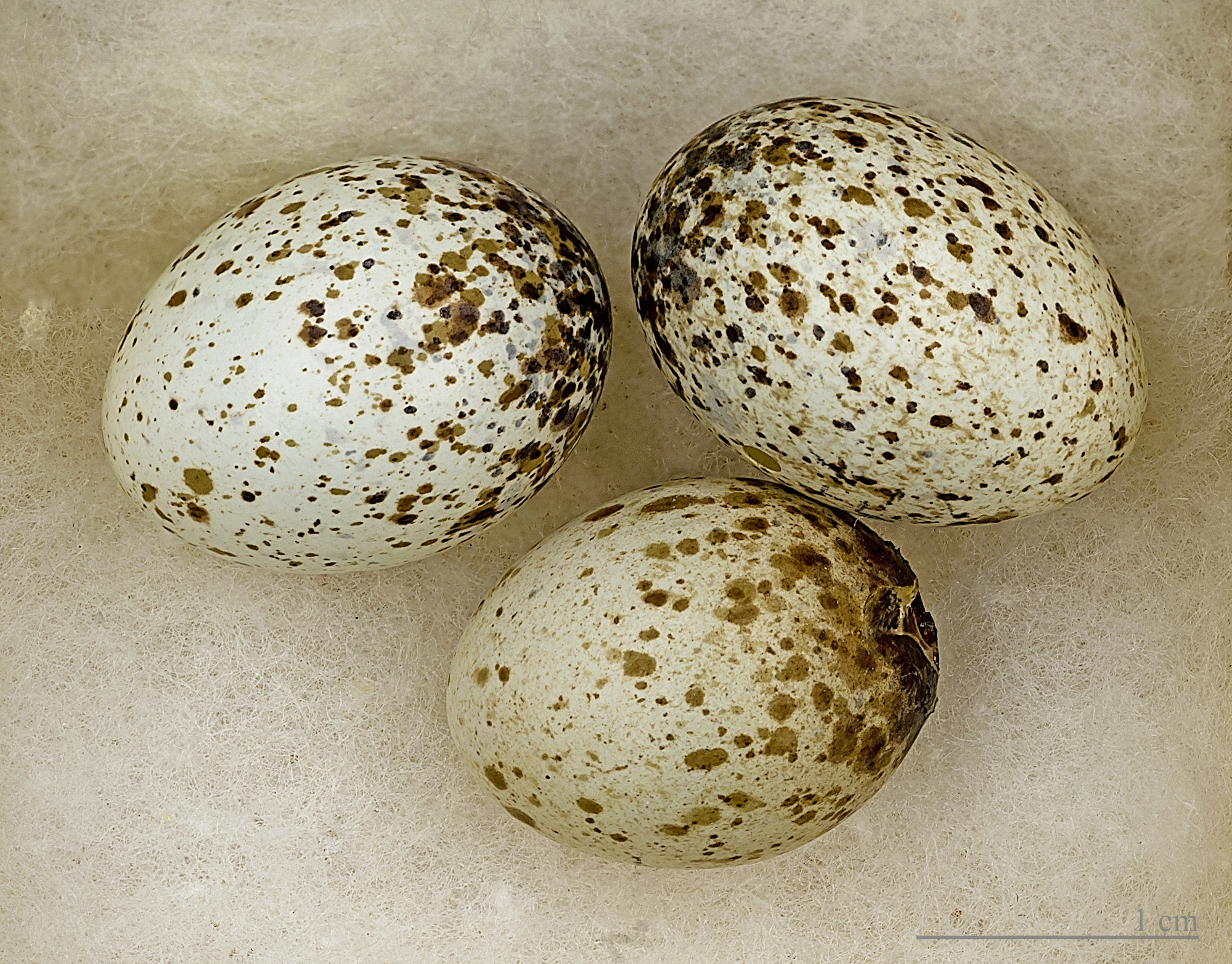
Vejce pěnice bělohrdlé
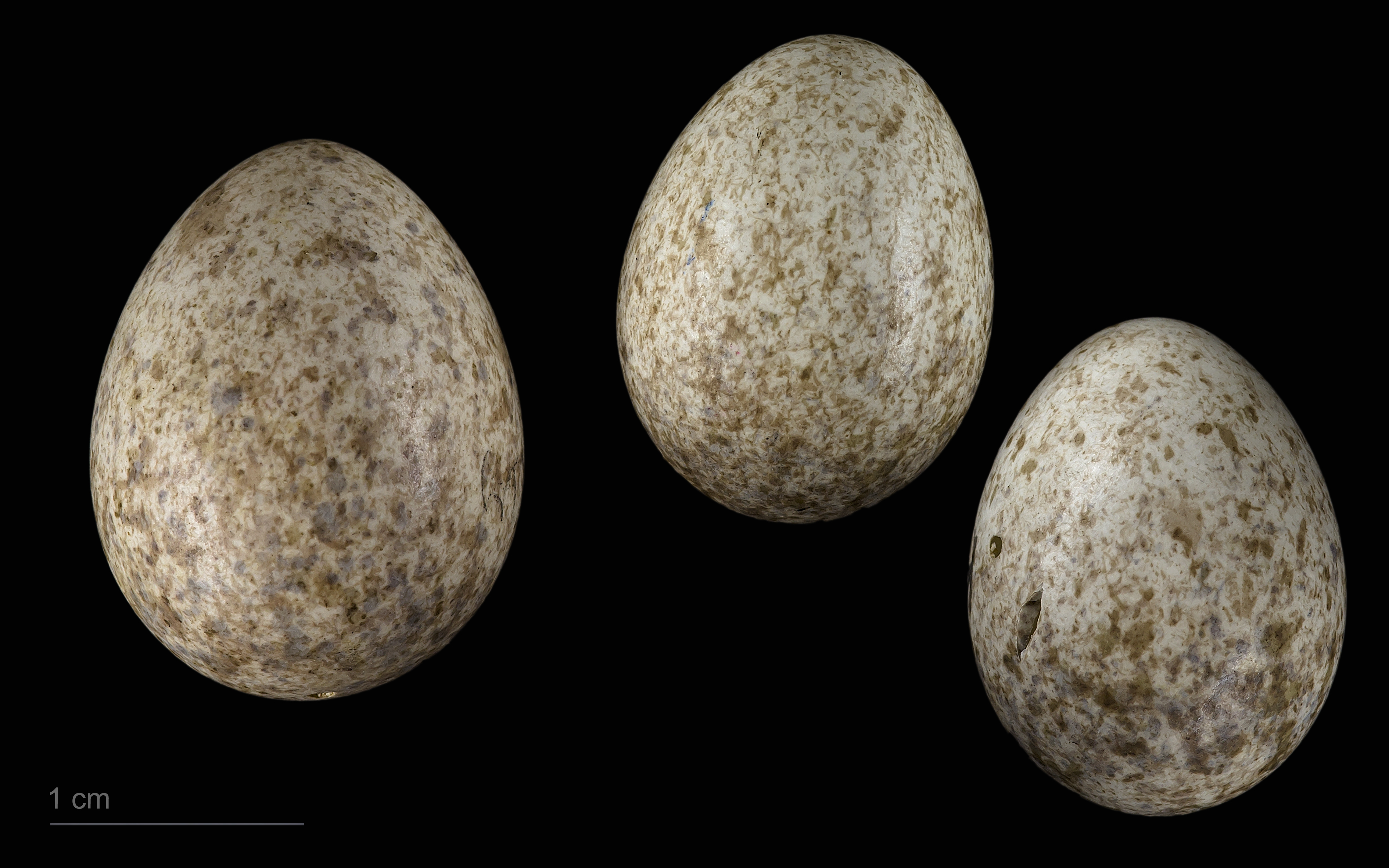
Vejce kukačky obecné (Cuculus canorus canorus) a pěnice bělohrdlé (Sylvia melanocephala)